# Boutencourt
Boutencourt – miejscowość i gmina we Francji, w regionie Hauts-de-France, w departamencie Oise.
Według danych na rok 1990 gminę zamieszkiwały 173 osoby, a gęstość zaludnienia wynosiła 23 osoby/km² (wśród 2293 gmin Pikardii Boutencourt plasuje się na 824. miejscu pod względem liczby ludności, natomiast pod względem powierzchni na miejscu 646.).